# مازیار کوهیار
مازیار کوهیار (زادهٔ ۳۰ سپتامبر ۱۹۹۷) بازیکن فوتبال اهل افغانستان است.
از باشگاه‌هایی که در آن بازی کرده‌است می‌توان به باشگاه فوتبال کاونتری سیتی اشاره کرد.
وی همچنین در تیم ملی فوتبال افغانستان بازی کرده‌است.